# Escape With Romeo
Escape With Romeo ist eine deutsche Rockband, die 1989 in Köln gegründet wurde. Sie bezeichnet ihren Musikstil als „Post Punk meets modern Electronica“. Kennzeichnend für die Musik von Escape With Romeo ist der Gitarrensound von Thomas Elbern in Kombination mit Elektronik-Elementen.

## Geschichte
Gegründet wurde Escape With Romeo 1989 in Köln von Sänger und Gitarrist Thomas Elbern. Zuvor war er schon als Frontmann der New-Wave-Formation Seltsame Zustände und anschließend als Gitarrist und Songschreiber bei der deutschen Dark-Wave-/Indie-Rock-Band Pink Turns Blue in Erscheinung getreten. Bereits die erste Single Somebody vom selbstbetitelten Debütalbum avancierte zum Szenehit. Seit dem zweiten Longplayer Autumn on Venus gehörte der langjährige Keyboarder Martin Pott zum Line-up. Nachdem die ersten fünf Alben via Sound Factory erschienen waren, veröffentlichte die Band ihre Releases ab 2001 über das von Thomas Elbern geführte Label Zeitklang Records. 2017 gab die Gruppe auf ihrer Homepage ihren Abschied bekannt. Nach einer letzten Tour im Jahr 2018 und zwei Festivalauftritten im Sommer 2019 wurde Escape With Romeo zunächst aufgelöst.
Im Jahr 2022 meldete sich die Band zurück. Im Oktober wurde mit Based on a True Story - Best of Escape with Romeo eine neue Kompilation veröffentlicht. Auf der Doppel-CD befinden sich alte Songs von Escape With Romeo und Thomas Elbern, die aber z. T. neu interpretiert wurden. Zugleich wurde auch eine Rückkehr auf die Bühne für 2023 mit verändertem Line-up angekündigt.

## Galerie

Escape with Romeo, Besetzung live auf dem Nocturnal Culture Night 2018 in Deutzen
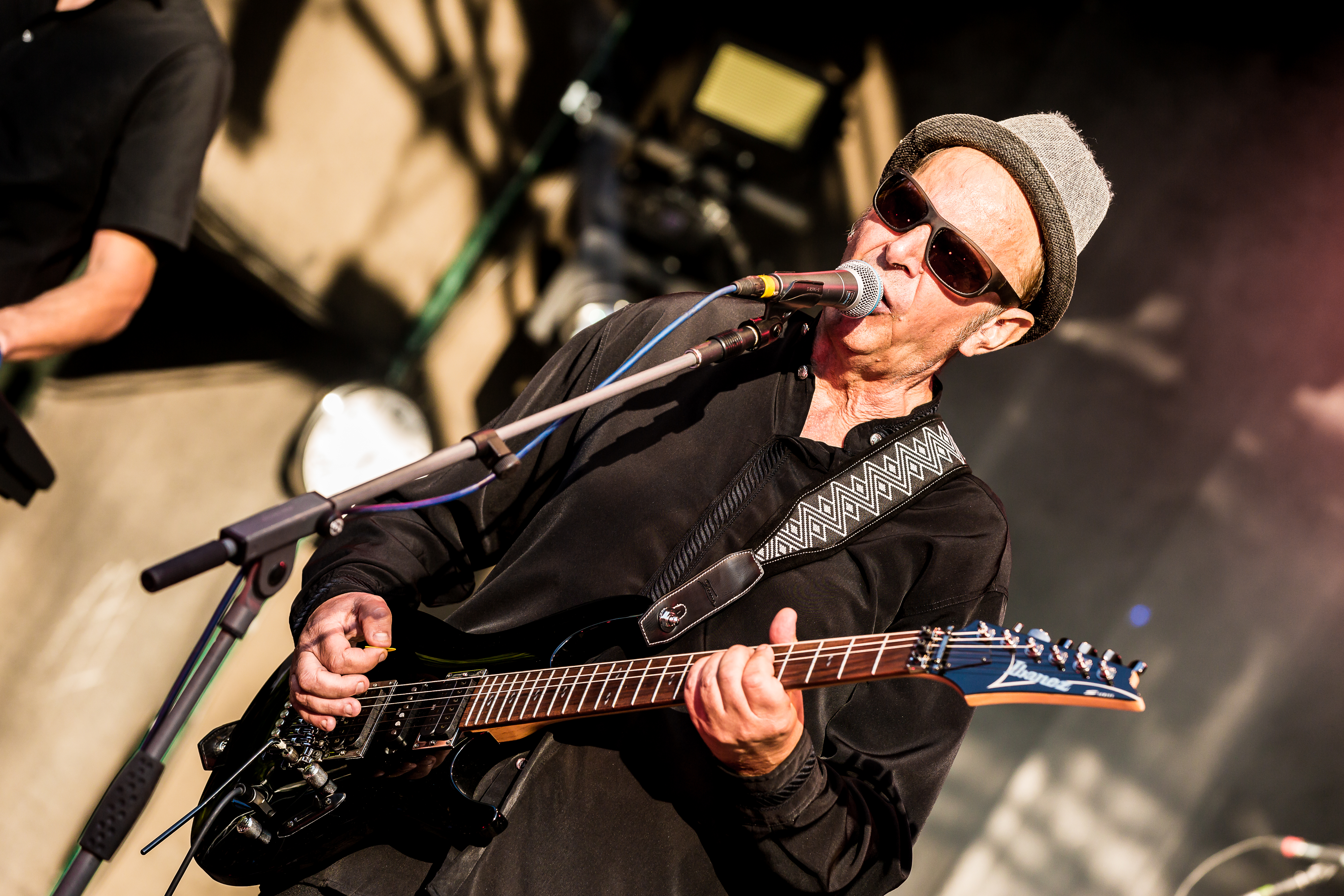
Sänger Thomas Elbern
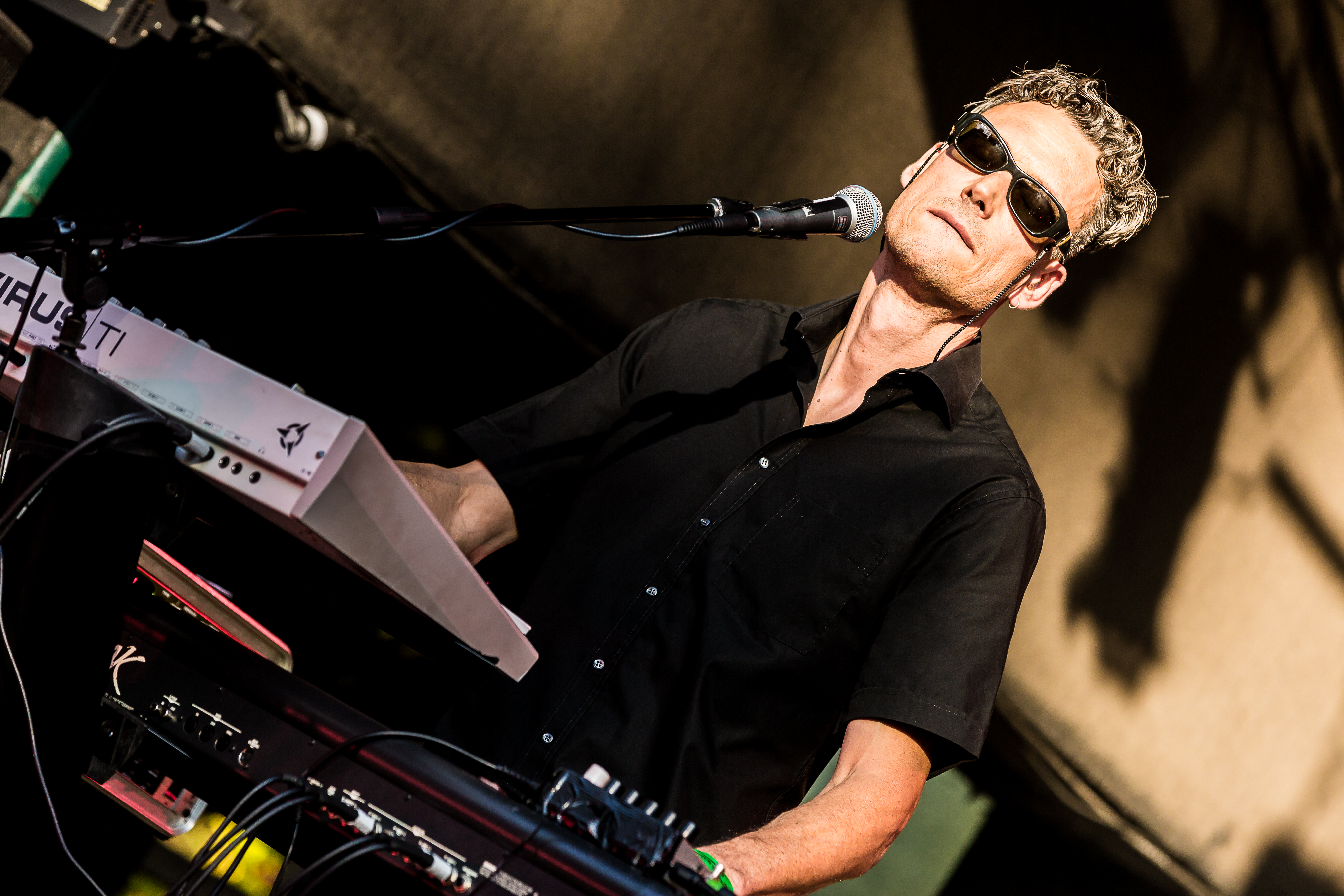
Keyboarder Martin „Potti“ Pott
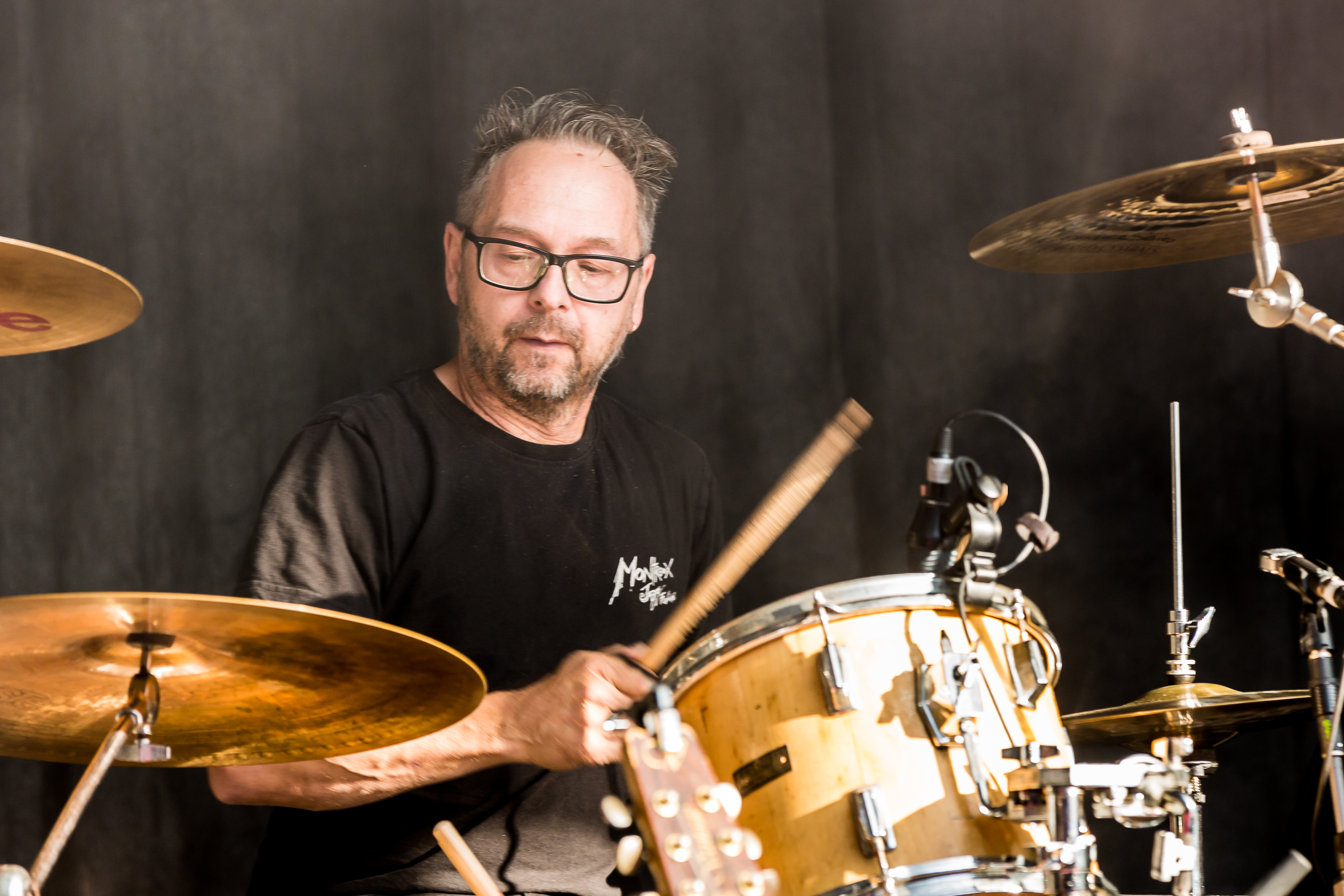
Schlagzeuger Frenzy
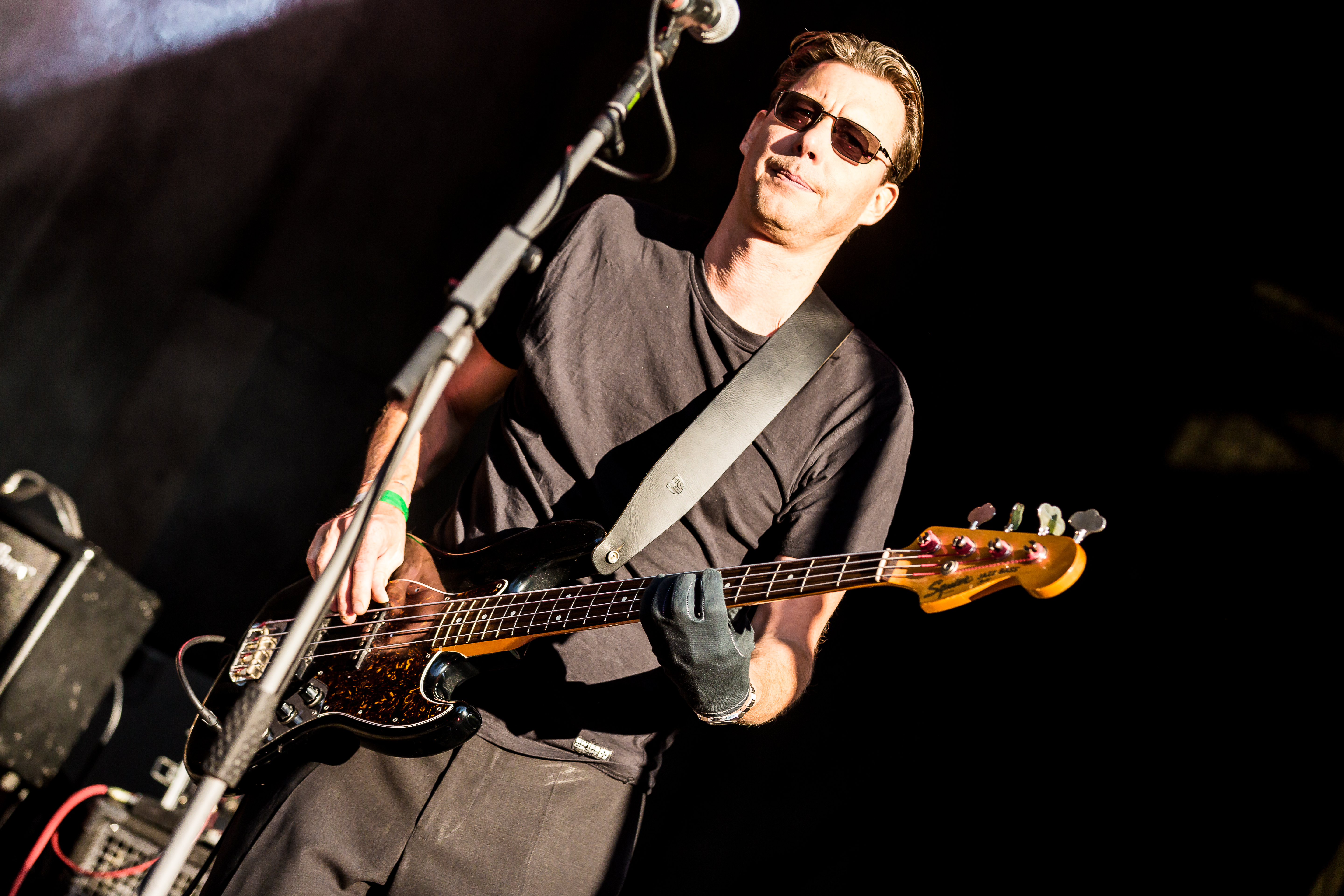
Bassist Tobias Schwartz

## Diskografie

### Alben
- 1990: Escape with Romeo (Sound Factory, auch als Vinyl erhältlich)
- 1992: Autumn on Venus (Sound Factory, auch als limitiertes Vinyl erhältlich)
- 1993: Next Stop Eternally (Sound Factory, als Vinyl nur in Spanien erhältlich)
- 1996: Blast of Silence (Sound Factory)
- 1998: How Far Can You Go (mit Live-CD Dance in the White Room, Sound Factory)
- 2001: Come Here White Light (Zeitklang)
- 2002: Love Alchemy (Zeitklang)
- 2004: Psalms of Survival (Zeitklang)
- 2007: Emotional Iceage (Doppel-CD, Zeitklang)
- 2012: Samsara (Zeitklang)
- 2015: After the Future (Zeitklang)

### Sampler
- 1994: Like Eyes in the Sunshine (Best of Doppel-CD, Sound Factory)
- 2009: History (Best of CD, Zeitklang)
- 2022: Based on a True Story - Best of Escape with Romeo (Doppel-CD, Zeitklang)

### EPs
- 1991: Nothing Lasts Forever, Except... (Sound Factory, nur als Vinyl erhältlich)
- 1992: Stripped (Unplugged-EP, Sound Factory)
- 2003: Stripped Again (Unplugged-EP, Zeitklang, einige wenige mit Unterschriften von Thomas Elbern und Martin Pott)

### Singles
- 1991: Somebody (Sound Factory, auch als Vinyl erhältlich)
- 1992: Serious (Sound Factory, auch als Vinyl erhältlich)
- 1992: Helicopters in the Falling Rain (Sound Factory, auch als Vinyl erhältlich)
- 1998: Lovesick (Sound Factory)
- 2002: Anteroom for Your Love (Zeitklang)

### DVD
- 2005: Document (live in Köln 3. Dezember 2003) (Alive)